# Садл Рок Естејтс (Њујорк)
Садл Рок Естејтс (енгл. Saddle Rock Estates) насељено је место без административног статуса у америчкој савезној држави Њујорк.

## Демографија
По попису из 2010. године број становника је 466, што је 42 (9,9%) становника више него 2000. године.
| Група             | 2000.       | 2010.       |
| Белци             | 395 (93,2%) | 442 (94,8%) |
| Афроамериканци    | 7 (1,7%)    | 0 (0,0%)    |
| Азијати           | 8 (1,9%)    | 11 (2,4%)   |
| Хиспаноамериканци | 5 (1,2%)    | 2 (0,4%)    |
| Укупно            | 424         | 466         |